# Тауфик Исмаил
Тауфи́к Исмаи́л (индон. Taufiq Ismail, род. 25 июня 1935, Букиттинги (Суматра) — индонезийский поэт, публицист. Один из лидеров движения «Поколение-66».

## Краткая биография
Тауфик Исмаил родился в Букиттинги, но детство провел в Пекалонгане на Яве. В семье любили книги — его родители были учителями, занимались также журналистикой. Эту любовь пронес сквозь свою жизнь вслед за родителями и сам Тауфик. В 1963 г. он окончил ветеринарный факультет Университета Индонезия в Богоре. Состоял в организации Учащиеся мусульмане Индонезии. 
Тауфик Исмаил был антикоммунистом и противником «направляемой демократии» Сукарно. Участвовал в студенческих протестах 1966 года. Под впечатлением гибели студенческого активиста Арифа Рахмана Хакима 24 февраля 1966 Тауфик Исмаил написал стихотворение Куртка в крови, ставшее культовой песней антисукарновского движения. Тауфик Исмаил решительно поддержал свержение Сукарно.
Но ветеринаром ему стать было не суждено — сначала он преподает в школе, а затем в Богорском педагогическом институте и с головой окунается в политическую и культурную жизнь столицы, знакомится с уже заявившими о себе в литературе Рендрой (1935—2009) и Иваном Симатупангом (1928—1970), горячо обсуждает с ними события тех дней. Опыта общественной деятельности ему было не занимать — ещё во время учебы в университете он был одним из лидеров студенческих организаций. В 1963 г. он, ещё начинающий поэт, вместе с другими деятелями культуры — Х. Б. Яссин (1917—2000), Трисно Сумарджо (1916—1969), Виратмо Сукито (1929—2001) — подписывает т. н. Манифест культуры. В нем осуждался тоталитаризм, защищались общечеловеческие ценности и содержалось требование свободы творчества и культуры вне политики. Манифест был запрещен властями, некоторые из его инициаторов были подвергнуты репрессиям. Пострадал и Тауфик Исмаил — он был уволен с работы в институте и отстранен от поездки на учебу в США. События военного переворота 1965 г. на всю жизнь определили поэтические пристрастия Тауфика — весь свой талант и все свои силы он отдает борьбе с тоталитарным режимом. Он — защитник бедных и угнетенных, поборник свободы личности и свободы творчества. Каждая власть — насилие, и гражданский долг поэта, по его мнению, состоит в том, чтобы сделать эту власть более гуманной, заставить её уменьшить страдания народа. Основанный им вместе с друзьями в 1966 г. литературный журнал «Хорисон» становится центром, вокруг которого стали группироваться его единомышленники, названные потом критиком Х. Б. Яссином «Поколением-66».

Тауфик Исмаил (на фото в центре) на международном семинаре Общества «Нусантара» в Москве (МГУ, 1996)

80-летие Тауфика Исмаила было широко отмечено общественностью. 5 сентября 2015 г. в престижном Доме культуры Джакарты состоялись презентация книги одного его стихотворения  "Поэзией я", переведённого на 58 языков мира и 22 региональных языка Индонезии, и концерт с участием звёзд индонезийской эстрады (Титик Пуспа, Ахмад Албар, ансамбль "Бимбо" и др.), которые исполнили песни на стихи поэта.

Тауфик Исмаил на своём 80-летнем юбилее. Джакарта, 5 сентября 2015 г.

## Творчество
Его произведениям присуще ярко выраженное социально-политическое звучание: «Крепость» и «Тирания» (1966); «Стихи молчания» (1970), «Стихи кукурузного поля» (1973), «Верните мне Индонезию» (1976); «Ребенок родился в мае 1998» (1998). Заметное место в творчестве занимает религиозная тема, связанная с осмыслением общественных проблем и поиском их решения: «Города, гавани, поля, ветер и небо» (1971). Наряду с темой отчуждения человеческой личности в них зарисовки жизни яванских крестьян с её радостями и бедами, нотки мягкого юмора и сочувствие к людям труда. Автор текстов популярных эстрадных песен, занимается переводческой деятельностью. Он первым в Индонезии вывел поэзию «на улицу» — поэзия, по его словам, обретает «тело» лишь когда её декламируют публично. Тихо, неторопливо, но с чувством читает он сам свои стихи и гордится, что они прозвучали в его исполнении уже в 35 городах мира, в том числе в Москве (1997). Его стихотворение «Мне стыдно, что я индонезиец», ставшее знаменем борьбы с режимом Сухарто, по-существу сделало «революцию 1998 года» — оно наряду со стихами Сутарджи (р. 1941) «Земля слёз» и старой поэзией Рендры, включая «Блюз для Бонни», звучало на митингах, шествиях, демонстрациях.

## Общественная деятельность
Его заслуги в области образования беспрецедентны. Он провёл занятия с учителями школ по программе «Читать, писать и анализировать литературу» в 12 городах, посетил 213 средних школ в 164 городах 31 провинции вместе с группой литераторов и артистов в рамках кампании «Литераторы рассказывают, ученики спрашивают», организовал 30 литературных кружков среди учеников школ по всей Индонезии. Апофеозом этой деятельности стало создание в 2009 г. Дома поэзии недалеко от г. Букиттинги, построенного на средства от Премии Хабиби.

Дом поэзии Тауфика Исмаила в Букиттинги

В Доме поэзии Тауфика Исмаила в Букиттинги

## Критика. Оценка творчества
Хотя внешне стихи Тауфика не несут ярко выраженного отпечатка религиозности, по своему духу они глубоко религиозны. Мысли о сострадании, справедливости, о том, что тоталитаризм по своей сути аморален, находятся в русле религиозных воззрений поэта. "Когда я пишу стихи, я чувствую себя ближе к Аллаху", - выразил эту идею сам поэт".  — Виктор Погадаев

## Награды
- Национальная премия искусства (1970)
- Премия правительства Австралии (1977)
- Литературная премия Юго-Восточной Азии (1994)
- Литературная премия Нусантары (1999)
- Премия президента Мегавати Сукарнопутри за вклад в борьбу с наркотиками (2003)
- Премия «Педати» правительства города Букиттинги, Западная Суматра (2007)
- Премия Хабиби Центра Хабиби за литературные достижения (2007).

## На русском языке
- Это осень пришла в Россию. Перевод В. А. Погадаева // В кн.: Национальное строительство и литературный/ культурный процесс в Юго-Восточной Азии. Малайско-индонезийские исследования IX. М., 1997, с. 404, 406.
- Это осень пришла в Россию (Musim Gugur Telah Turun di Rusia). Penerjemah Victor Pogadaev // Taufiq Ismail. Malu (Aku) Jadi Orang Indonesia. Jakarta: Yayasan Ananda, 1998, p. 94.
- Рандеву. Избранные стихи. Составление и перевод Виктора Погадаева. Оформление художника Ариса Азиза. М.: Гуманитарий, 2004:136 с. ISBN 5-89221-081-X
- Это осень пришла в Россию. Сумба. Верните мне Индонезию // Покорять вышину. Стихи поэтов Малайзии и Индонезии в переводах Виктора Погадаева. М.: Ключ-Сб 2009, с. 90-92.
- Верните мне Индонезию. Избранные стихи. Составление и перевод с индонезийского Виктора Погадаева. Оформление художника Харди. М.: ИД «Ключ-С», 2010:124 с. ISBN 978-5-93136-119-2
- Поэзией я. Перевод В. А. Погадаева // В кн.: Taufiq Ismail. Dengan Puisi Aku. 1 Puisi, 80 Bahasa, 80 Tahun. Terjemahan Puisi dalam 58 Bahasa Dunia dan 22 Bahasa Daerah.  Prakata Prof. Victor A. Pogadaev. Jakarta: Horison, 2015, p. 42. ISSN 0125-9016
- Поэзией я. Перевод В. А. Погадаева // В кн.: Taufiq Ismail. Dengan Puisi Aku. Dalam 60 Bahasa. Editor Victor Pogadaev. Kuala Lumpur: Esasatera Enterprise, 2016, p.45. ISBN 978-967-5043-68-0
- Верните мне Индонезию; Нищие в деревне, нищие в городе; Крошка риса // В поисках мечты. Современная поэзия Индонезии в переводах Виктора Погадаева. М.: Ключ-С, 2016, с. 13-16.
- Тени[6].

## Cемья
- Супруга Ати (с 1971)
- Сын Ибрагим (Брам) Исмаил